# Catedral de Praga
La Catedral de Sant Guiu (Chrám Svatého Víta o Katedrála Svatého Víta en txec) és un temple dedicat al culte catòlic situat a la ciutat de Praga (República Txeca). Forma part del conjunt monumental del castell de Praga i és la major mostra d'art gòtic de la ciutat. Des del 1989 la Catedral està dedicada a sant Guiu, sant Venceslau i sant Adalbert. Ha estat escenari de la coronació de tots els reis de Bohèmia, i s'hi han enterrat reis, sants, bisbes i arquebisbes.

## Història

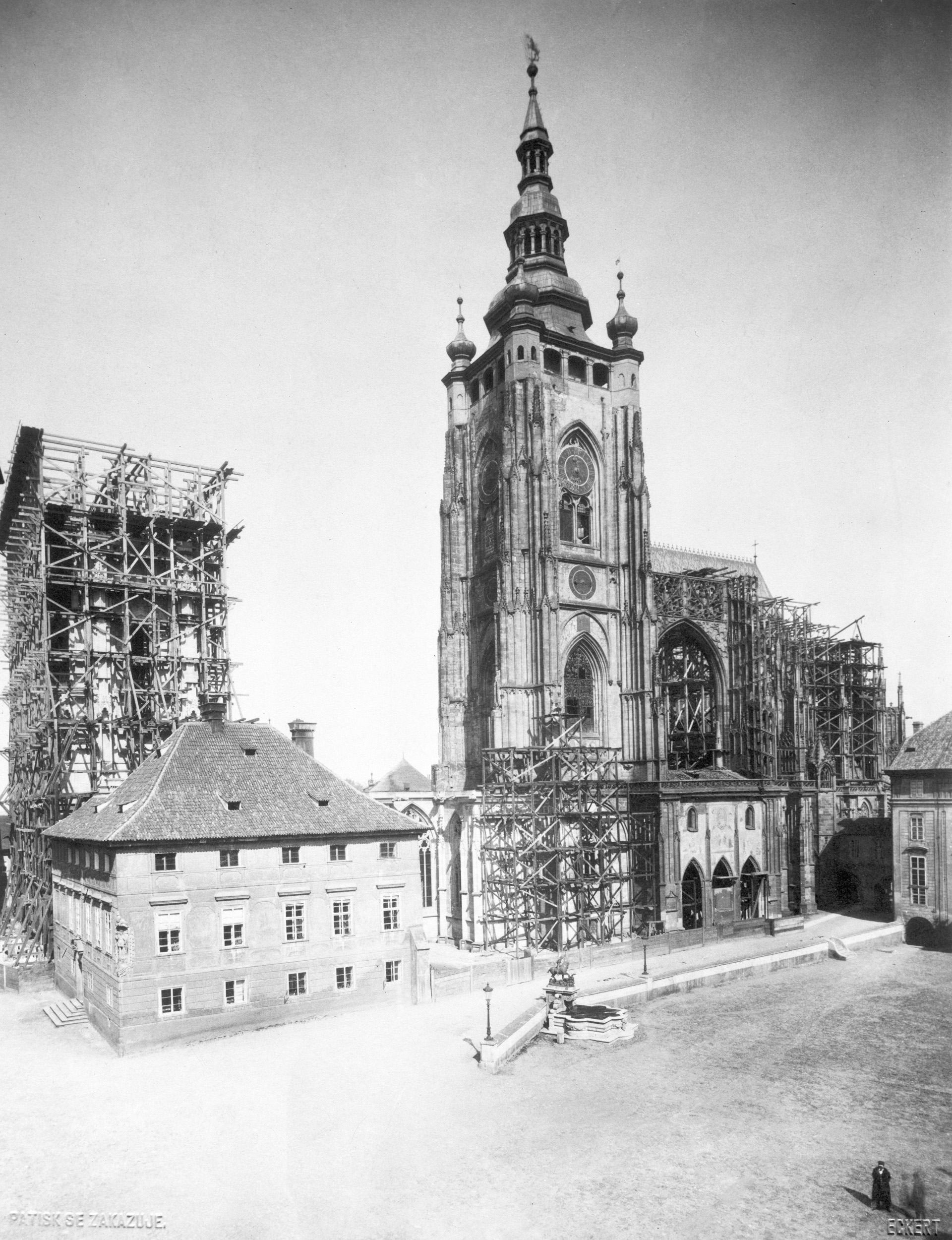
La catedral en construcció l'any 1887

La construcció de la catedral de Sant Guiu fou la culminació de les reivindicacions dels reis de Bohèmia de convertir la diòcesi de Praga en arquebisbat. La primera pedra fou col·locada el 21 de novembre del 1344 per l'arquebisbe de Praga, Ernest de Pardubice, en presència del rei Joan de Luxemburg i dels seus dos fills, Carles (futur Carles IV de Bohèmia) i Joan en el mateix solar on antigament s'aixecaven una rotonda i una basílica també dedicades a sant Guiu, de les quals encara en queden restes. El projecte fou dissenyat per l'arquitecte francès Maties d'Arras, que s'inspirà en l'gòtic inicial francès, prenent com a models les catedrals de Tolosa i Narbona. De fet, la Catedral de Sant Guiu és una de les darreres mostres importants d'aquest corrent artístic.
A la mort de Maties d'Arras, després d'uns anys sense que l'obra fos dirigida per cap mestre d'obres, el succeí Peter Parler el 1356, i després els seus fills Jan i Václav, que imprimiren a la nova catedral un estil personal inspirat en l'arquitectura gòtica alemanya, ben present al cor, la capella de sant Segimon i la sagristia, que van acabar. D'aquesta època destaquen les complexes voltes, només comparables a les de les catedrals angleses.

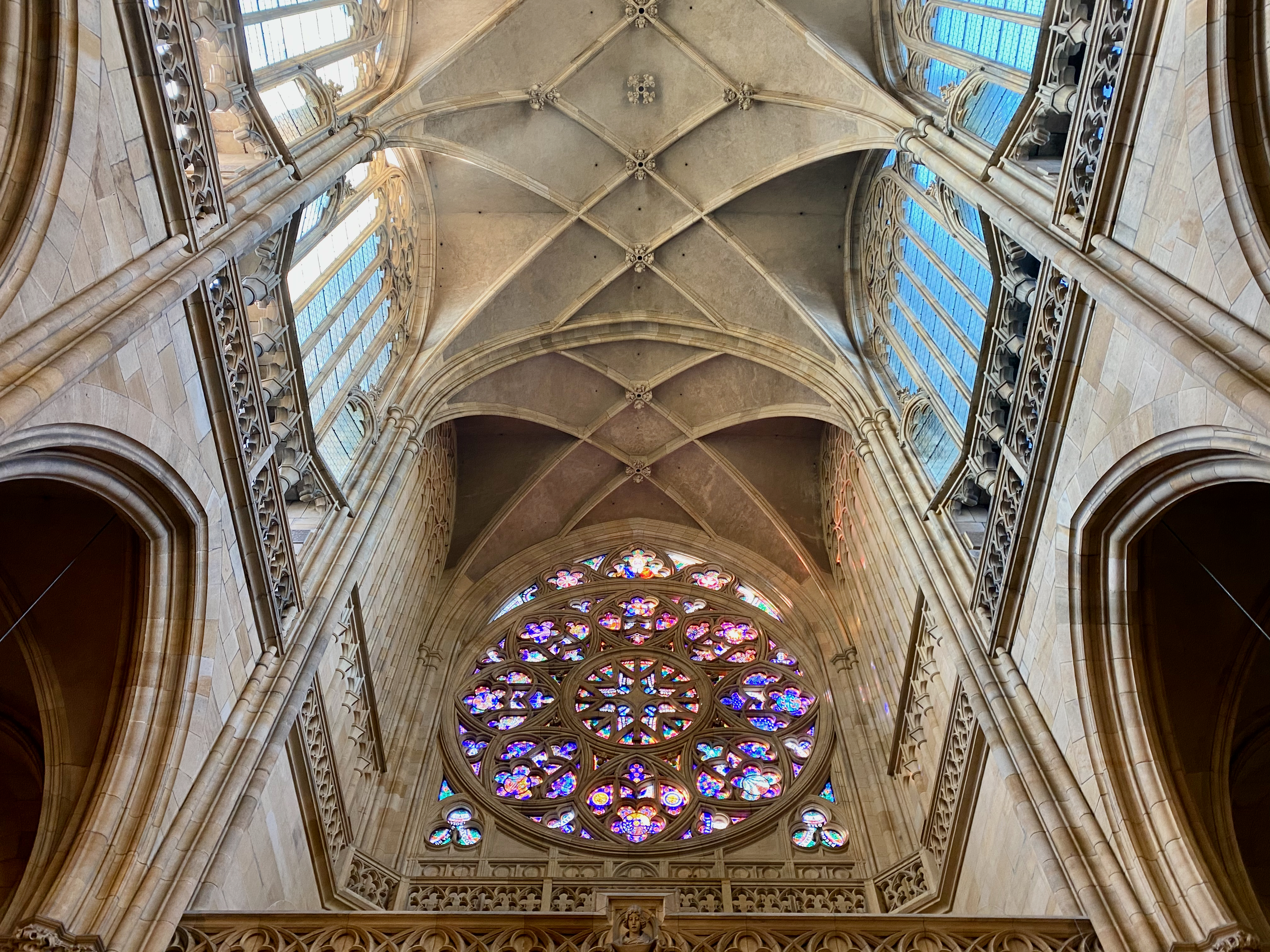
Rosassa

El 1419 els treballs es van interrompre a causa de la rebel·lió hussita. Els hussites, contraris a la veneració dels sants i a les mostres d'opulències pròpies de l'Església catòlica, saquejaren la catedral i feren coronar el rei Segimon al nou temple.
El 1485 la cort tornà al castell de Praga i es començà a restaurar la catedral. Es construí un nou Oratori Reial, obra de Hans Spiesz, símbol de la sobirania del rei, que no fou acabat fins al 1490. Les escenes de la llegenda de sant Venceslau foren enllestits per a la coronació del rei Vladislau II de Bohèmia i Hongria.
El 1526 Ferran I d'Habsburg es converteix en el primer Habsburg coronat rei de Bohèmia. D'aquesta època data la galeria de la música, obra de Bonifaci Wolmut, d'estil manierista amb voltes neogòtiques i la capella de Sant Adalbert, que posteriorment fou destruïda. El 1566 Maximilià II d'Habsburg encarregà el panteó reial com a monument al Casal d'Habsburg i als seus predecessors al tron de Bohèmia. El panteó fou acabat el 1589.
El 23 de maig del 1618, es produí la defenestració de Praga, començant així la Guerra dels Trenta Anys. El 1619 radicals calvinistes causen desperfectes a la catedral, que va haver de ser reconsagrada el febrer del 1621, després de la derrota txeca a la batalla de la Muntanya Blanca. Gaspar Bechteler confeccionà els relleus de fusta que commemoren la defenestració i les seves conseqüències. El 1644 Leopold Guillem, bisbe d'Olomuc, feu restaurar un canelobre romànic de la Capella de Sant Joan Baptista que suposadament prové del Temple de Jerusalem.

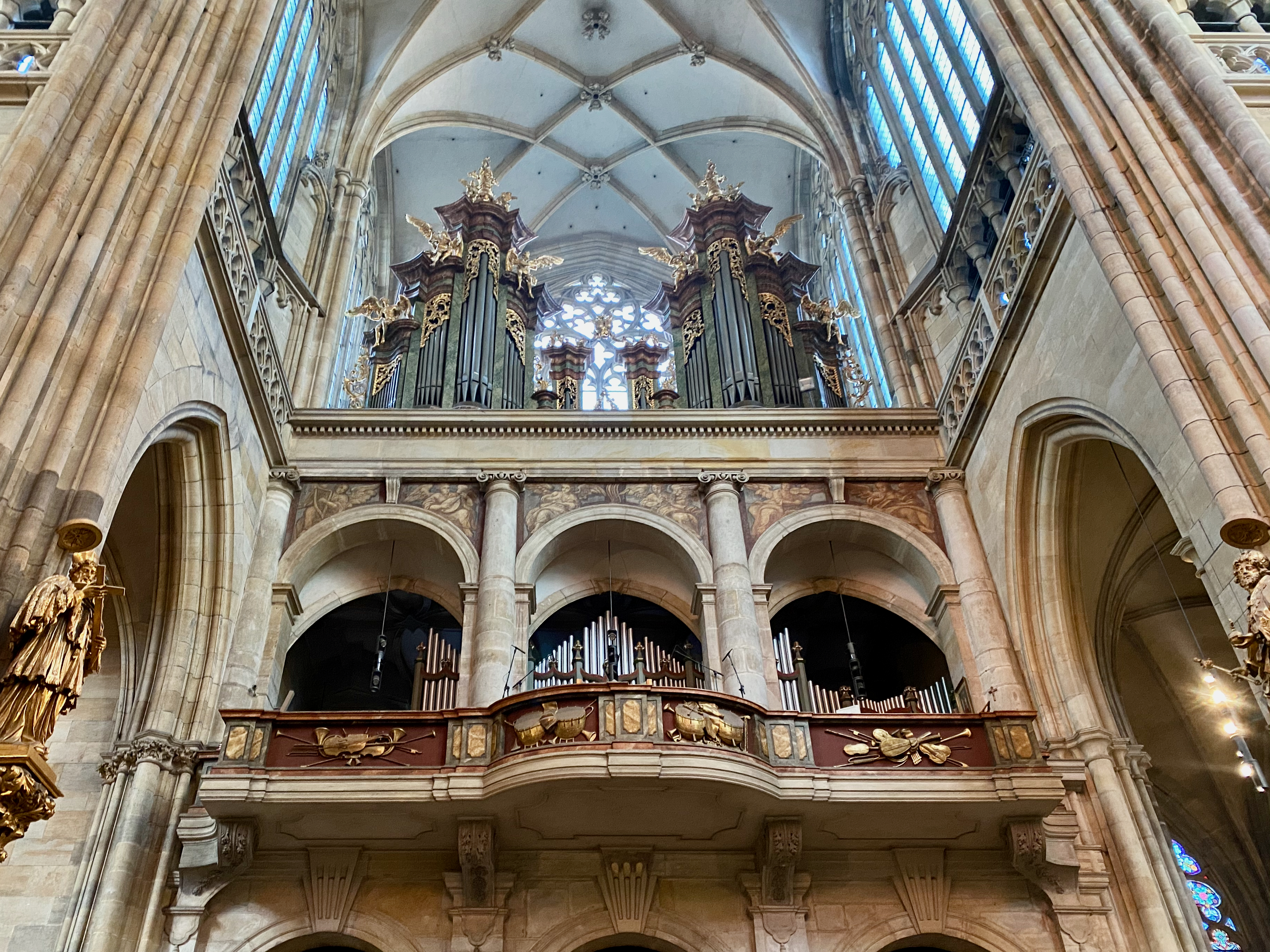
Orgue

Amb l'arribada del barroc l'emperador Leopold col·locà el 1673 la primera pedra d'una nau dissenyada per Giovanni Domenico Orsi, però les obres es van interrompre el 1675 per falta de pressupost. Igualment fracassà el projecte de Johann Schor. Malgrat tot, d'aquesta època daten les estàtues dels sants patrons txecs de la Capella de Sant Joan Nepomucè, obra de Rinaldo Ranzoni, el retaule de sant Segimon de Frantisek Weiss i la tomba de sant Joan Nepomucè; l'obra mestre d'Antonio Corradini.
El 1859 es constituí una Societat per l'acabament de la catedral. El 1862 Josef Kranner començà els treballs restaurant el presbiteri, del qual eliminà gran part dels afegits barrocs. Amb motiu del retorn de les Joies de la Corona Txeca a Praga reformà la cambra de la Corona. Paral·lelament s'acabaren la volta principal i la façana oest. El 28 de setembre de 1929, s'obrí al públic la catedral ja definitivament acabada.

## Arquitectura

### Façana oest

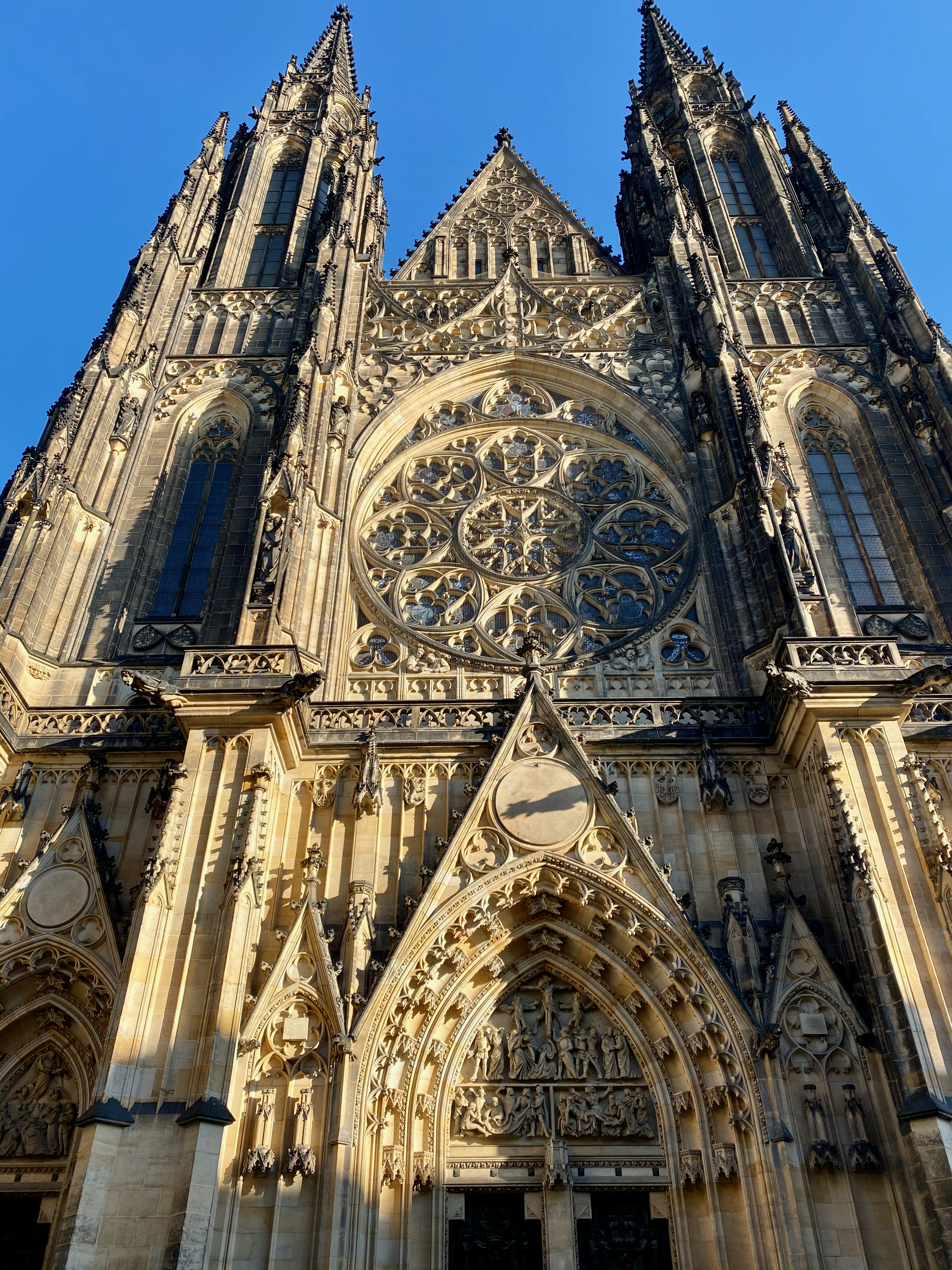
Façana oest

D'estil neogòtic és la primera que es va acabar. Està decorada per estàtues de catorze sants, així com per la del rei Carles IV i per un dels seus arquitectes. Els portons de bronze foren construïts el 1927 per Otakar Spaniel. En total són tres portons: Al central s'ha representat la construcció de la catedral, en el de la dreta la vida de sant Adalbert i en el de l'esquerra la vida de sant Venceslau. Des del 1929 és la façana principal. La rosassa fou dissenyada per Frantisek Kysela el 1928. Representa la Creació.

### Façana sud i porta daurada

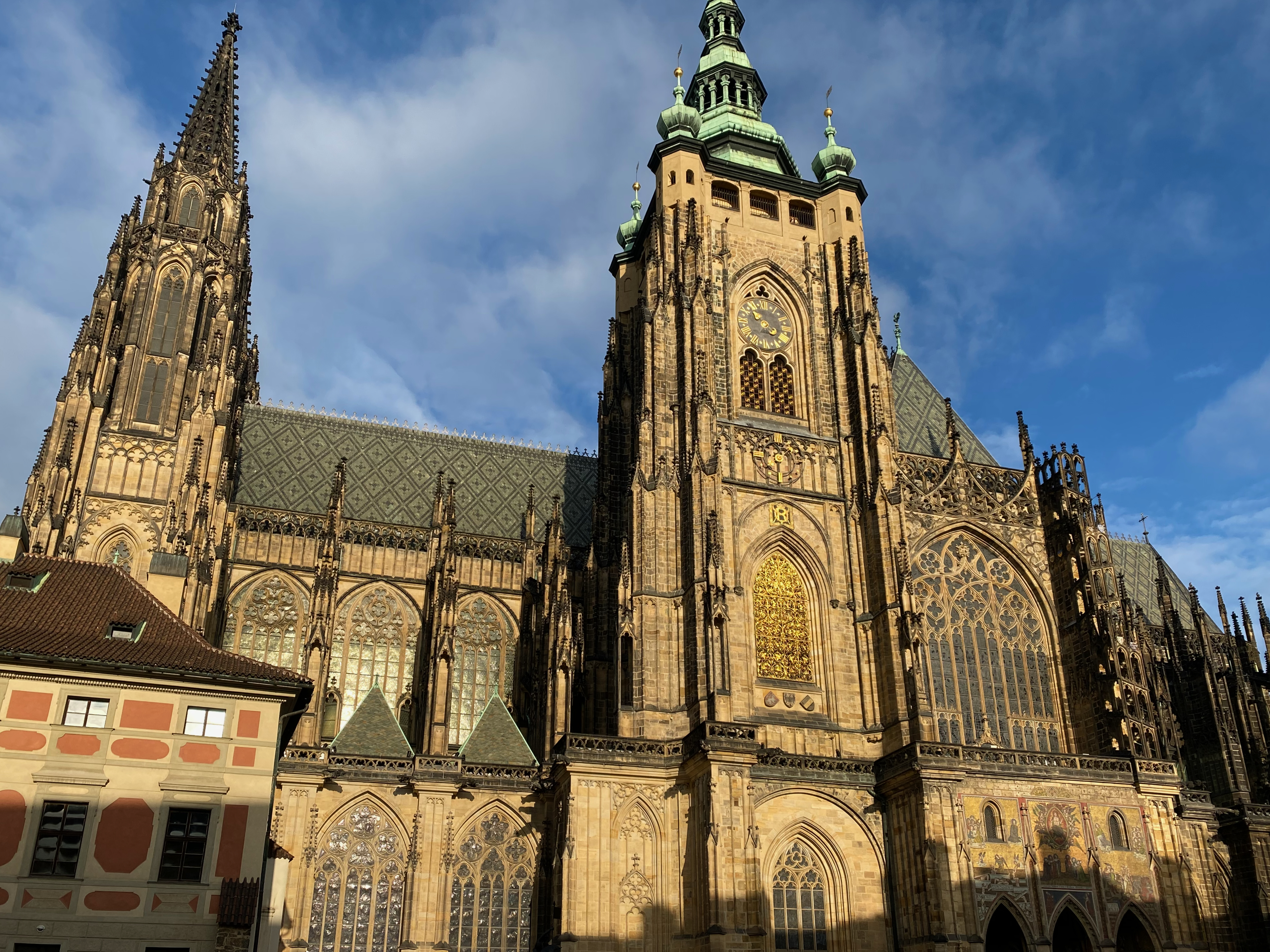
Façana sud

Durant cinc segles, la façana sud fou l'entrada principal a la catedral. D'ella en destaca la Porta Daurada, que deu el seu nom al fons roig i daurat dels mosaics venecians obra de Niccoletto Semitecolo que representen el Judici Final, obra excepcional a Europa Oriental. Al centre d'aquests mosaics hi podem distingir Jesucrist per sobre dels sis sants patrons de la República Txeca. A ambdós costats de Jesucrist hi ha representacions de les ànimes salvades i condemnades. En elles, s'hi pot reconèixer el rei Carles IV i la seva darrera esposa Elisabet de Pomerània. Per a la seva realització es van necessitar més de 40.000 peces. El 1967 i 1980 es van intentar restaurar sense gaire èxit.
La torre principal, en aquesta façana, fou construïda per Peter Parler. Té 99 metres d'alçada i està coronada per una cúpula renaixentista de Pacassi, construïda el 1770. La balustrada fou construïda per Hans de Tirol i B Wohlmüt i, com la cúpula, és d'estil renaixentista.

### Volta
La volta de la Catedral de Sant Guiu presenta una planta de tres naus amb transsepte, deambulatori i capelles. Es tracta de l'obra mestra de Peter Parler, que introduí modificacions i innovacions al projecte de Maties d'Arras.

### Altar major

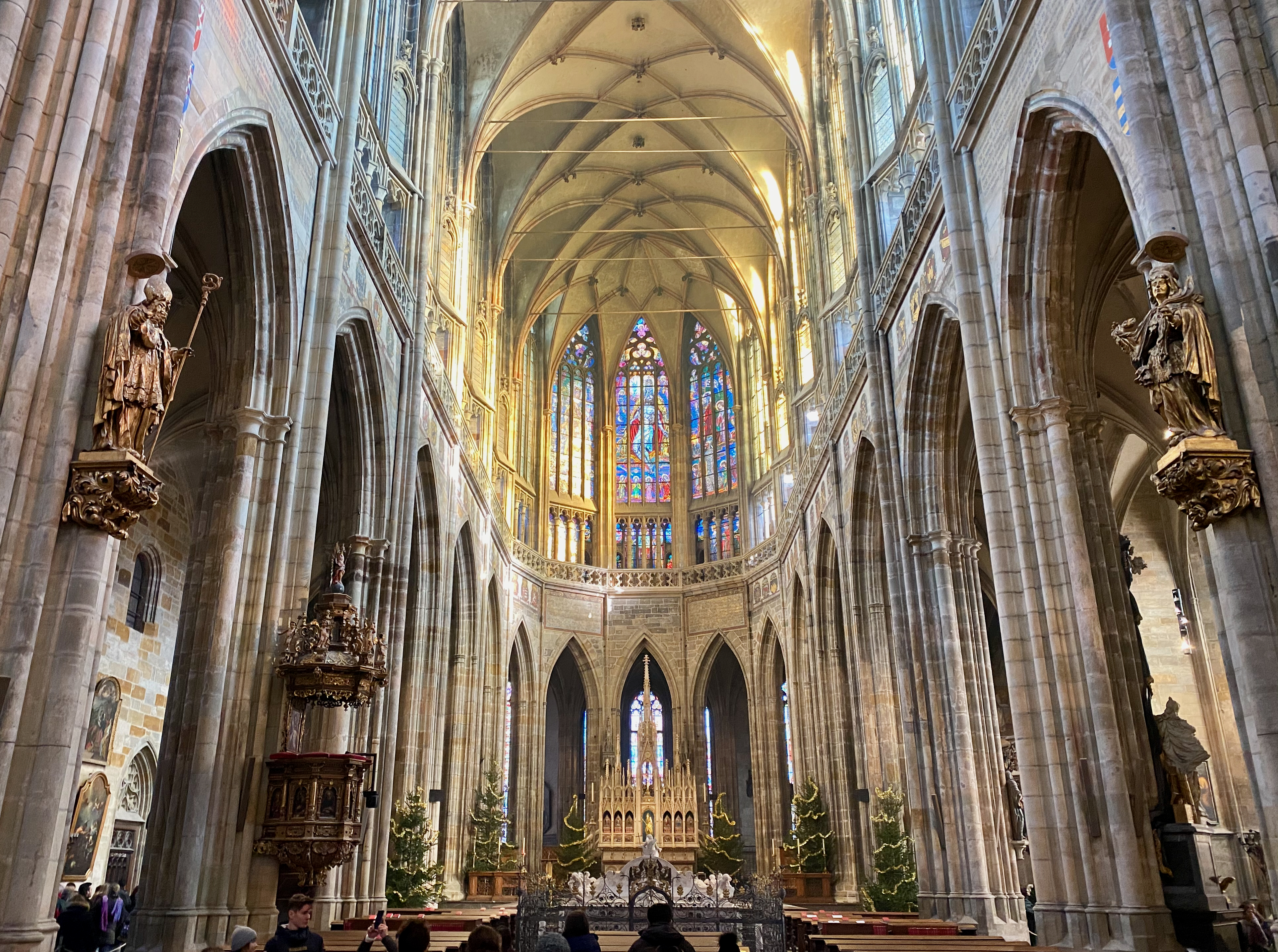
Altar major

Construït per J. Kranner entre el 1868 i 1873 és d'estil neogòtic, però conserva detalls renaixentistes del segle xvii. Els relleus de fusta foren realitzats per K. Bendl entre els anys 1625 i 1650. El de l'esquerra representa la fugida d'un rei d'un hivern i el de la dreta, una vista de Praga l'any 1620.

### Tomba de sant Joan Nepomucè
La tomba de Sant Joan Nepomucè data del 1736 i fou construïda en plata per Fisher von Erlach, Antonio Corradini i Jan Josef Würth. Fou encarregada per l'emperador Carles VI i finançat per subscripció popular. La dinàmica de l'obra remarca l'apoteosi del sant. També en aquest indret es troben les tombes de catorze bisbes de Praga. Es tracta d'una de les poques obres barroques de la catedral que han quedat intactes fins als nostres dies. L'alçada total és de cinc metres. Les estàtues de plata dels patrons txecs van ser realitzades el 1699 per Rinaldo Ranzoni.

### Panteó reial

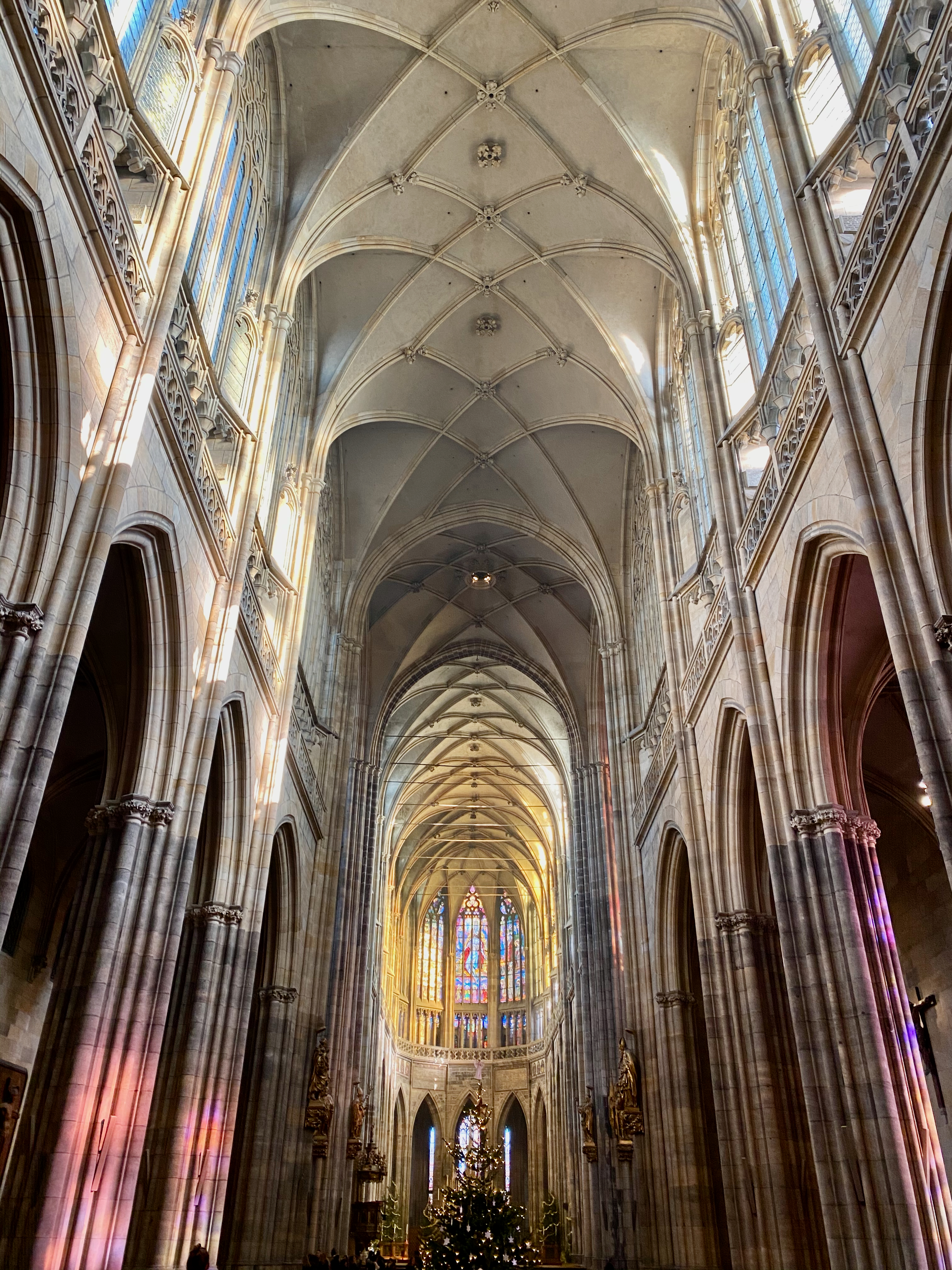
Interior nau

Al Panteó reial s'accedeix per la Capella de la Santa Creu. En aquest indret també es poden veure restes de l'antiga Rotonda de Sant Guiu, que ocupava el lloc que avui en dia ocupa la Catedral. Els sarcòfags foren renovats el 1935 per Kamil Roskot, seguint el reflex de l'art contemporani txec.
| Nom                                                                               | Naixement-mort | Lloc d'enterrament |
| --------------------------------------------------------------------------------- | -------------- | ------------------ |
| Ottokar I de Bohèmia                                                              | 1155-1230      | Capella Saxona     |
| Ottokar II de Bohèmia                                                             | 1132-1278      | Capella Saxona     |
| Judit d'Habsburg                                                                  | 1271-1297      | Panteó Reial       |
| Rei Rodolf I                                                                      | 1282-1307      | Panteó Reial       |
| Carles IV del Sacre Imperi Romanogermànic, emperador                              | 1316-1378      | Panteó Reial       |
| Blanca Margarida de Valois, primera esposa de Carles IV                           | 1317-1348      | Panteó Reial       |
| Anna de Baviera, segona esposa de Carles IV                                       | 1329-1353      | Panteó Reial       |
| Anna de Swidnica, tercera esposa de Carles IV                                     | 1339-1362      | Panteó Reial       |
| Elisabet de Pomerània, quarta i última esposa de Carles IV                        | 1347-1393      | Panteó Reial       |
| Venceslau, rei de Romans i de Bohèmia                                             | 1361-1419      | Panteó Reial       |
| Joana de Baviera                                                                  | 1356-1386      | Panteó Reial       |
| Bàrbara de Celje, esposa de l'emperador Segimon I del Sacre Imperi Romanogermànic | 1391-1451      | Panteó Reial       |
| Rei Ladislau el Pòstum                                                            | 1440-1457      | Panteó Reial       |
| Rei Jordi de Podebrady                                                            | 1420-1471      | Panteó Reial       |

### Oratori reial

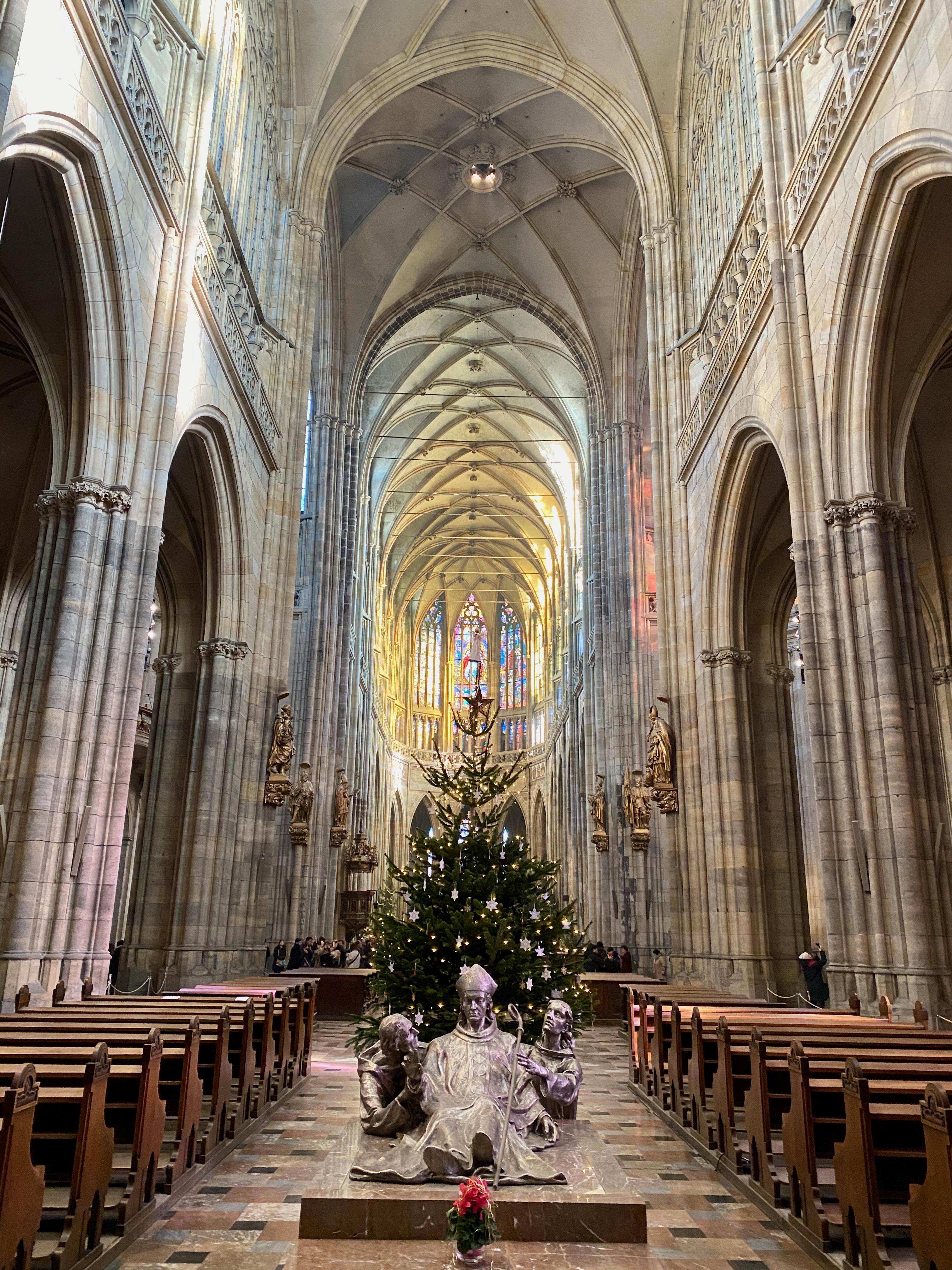
Interior de la catedral

Fou concebut per Benedikt Ried el 1493 per ordre de Ladislau Jagelló. És una de les obres del gòtic flamenc més importants de la catedral de Sant Guiu. S'hi poden apreciar els escuts d'armes dels Estats sotmesos per Ladislau Jagelló.

### Capella de Sant Venceslau

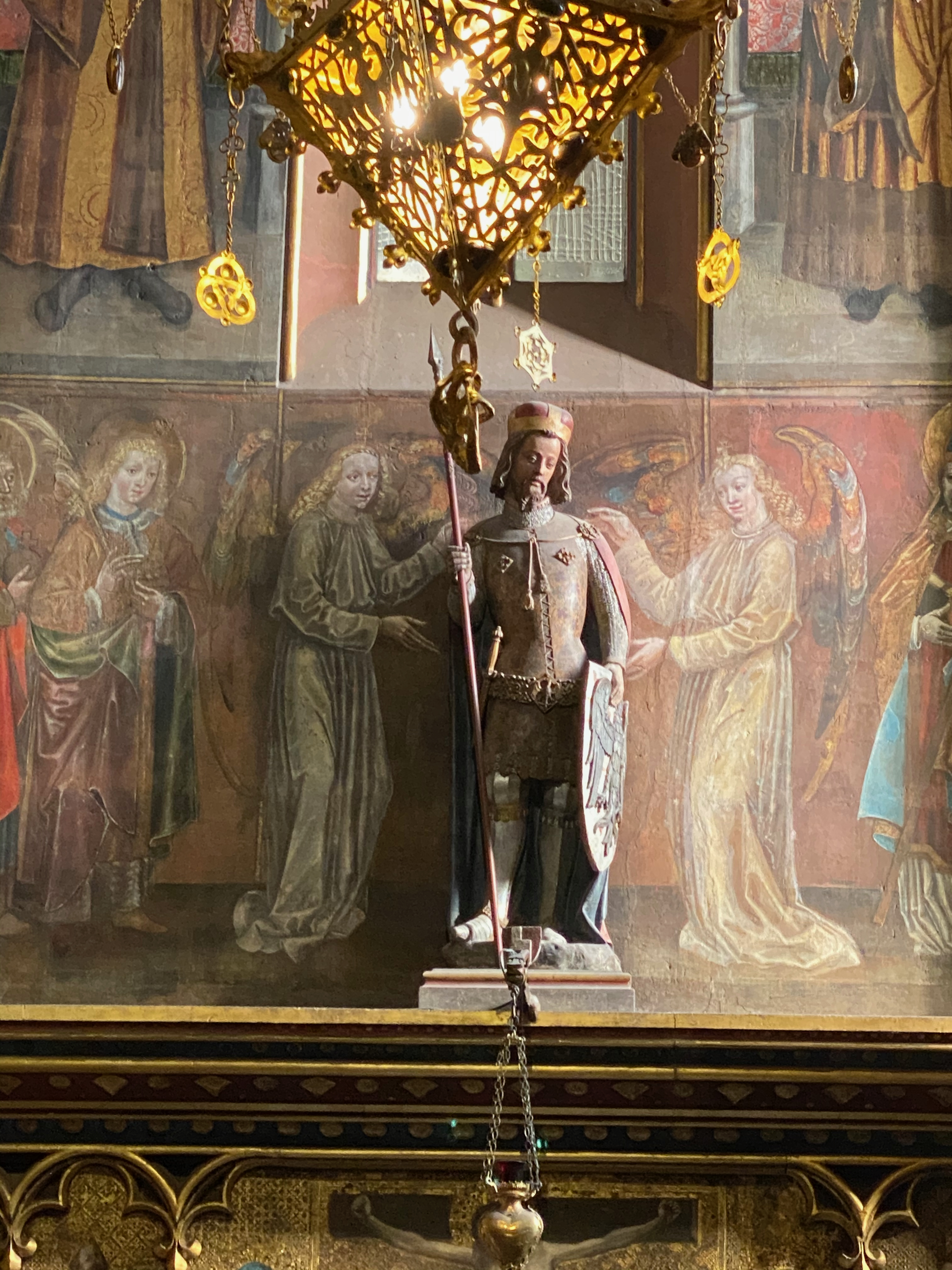
Capella de Sant Venceslau

És una de les estances més importants de la catedral. És d'estil gòtic i fou construïda entre els anys 1362 i 1367, any en què fou consagrada en presència del rei Carles IV de Bohèmia. És obra de Peter Parler i està situada al lloc exacte on es trobava la Rotonda de Sant Guiu, on fou executat sant Venceslau. Les pintures murals daten del 1509. A la part superior es poden distingir imatges de la vida de Sant Venceslau. Sota de l'altar està situada la tomba del sant (construïda en or i pedres precioses), on foren enterrats per ordre del qui el feu executar, Boleslau I de Bohèmia.
Aquesta capella ha tingut diversos mestres de capella famosos, entre ells el que fou un conegut cantant (baix) Johann Bernhard Forst.

### Joies de la corona txeca

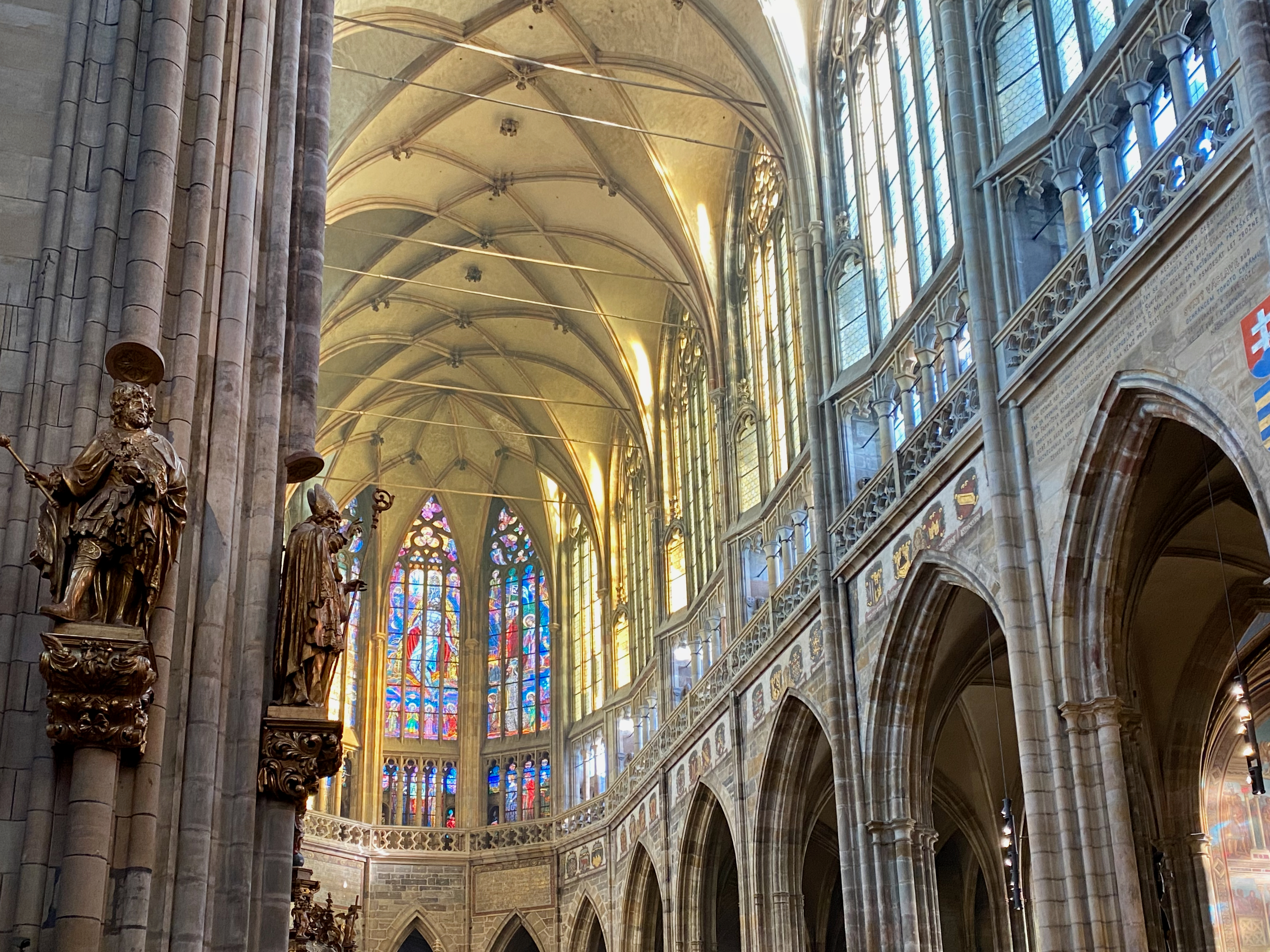
Interior nau

S'hi accedeix per la Capella de Sant Venceslau, allà on antigament es trobava la sagristia de la Capella (avui en dia anomenada Cambra de la Corona. Es necessiten set claus diferents per a poder entrar a l'estança que les custodia des del 1791. Molt poques vegades s'exposen al públic general.
Les joies de la corona txeca simbolitzen la sobirania dels reis de Bohèmia i el passat monàrquic de la República Txeca. La més antiga és la Corona de Sant Venceslau, confeccionada per la coronació de Carles I d'Àustria i IV d'Hongria i Blanca de Valois com a reis de Bohèmia el 2 de setembre del 1347. La corona fou donada com a ofrena a sant Venceslau (d'aquí el seu nom). El disseny de la Corona, amb quatre grans flors de llis a la diadema, tancada per dos arcs i amb una creu parisenca, s'inspira en la insígnia reial del Casal dels Premislites, així com el de la corona dels reis de França. La corona és d'or i està decorada amb pedres precioses. La corona es guarda en un estoig de cuir amb l'escut del rei Carles I d'Àustria i IV d'Hongria, l'àguila imperial i l'escut de la República Txeca.
La Creu de la Coronació fou duta del Castell de Karlstejn. És d'or i pedres precioses i, a més, conté fragments de la Corona d'espines de Jesucrist. L'altre peça d'importància és l'espasa de Sant Venceslau, documentada per primer cop el 1333 i el ceptre reial, que es començà a utilitzar a partir de la coronació dels reis de la dinastia dels Habsburg, reis de Bohèmia des del 1526.

### Tresor de la Catedral
El tresor té el seu origen en el regnat de sant Venceslau. Aquest rei es va sotmetre a Enric I l'Ocellaire, el qual li regalà un braç de Sant Guiu. Carles IV de Bohèmia, gran col·leccionista de relíquies religioses, engrandí el tresor. Anualment el tresor s'exposava a la Plaça de Carles de Praga, a la qual anaven nombrosos pelegrins. A l'època hussita es perdé la tradició i part del tresor, que no es tornà a recuperar fins al regnat de Vladislau Jagelló i la recatolització de la República Txeca després de la derrota d'aquests a la batalla de la Muntanya Blanca el 1620. El 1645 la col·lecció s'engrandí amb el tresor del Castell de Karlstejn i el 1782 amb el del Convent de Sant Josep de Praga.

### Biblioteca capitular
Forma part del Tresor de la Catedral. Consta de 125 manuscrits il·luminats, inclòs un fragment de l'evangeli segons Sant Marc del segle vi autografiat per Carles IV. També conté el missal del bisbe d'Olomuc Joan de Neumarkt.

### Vitralls

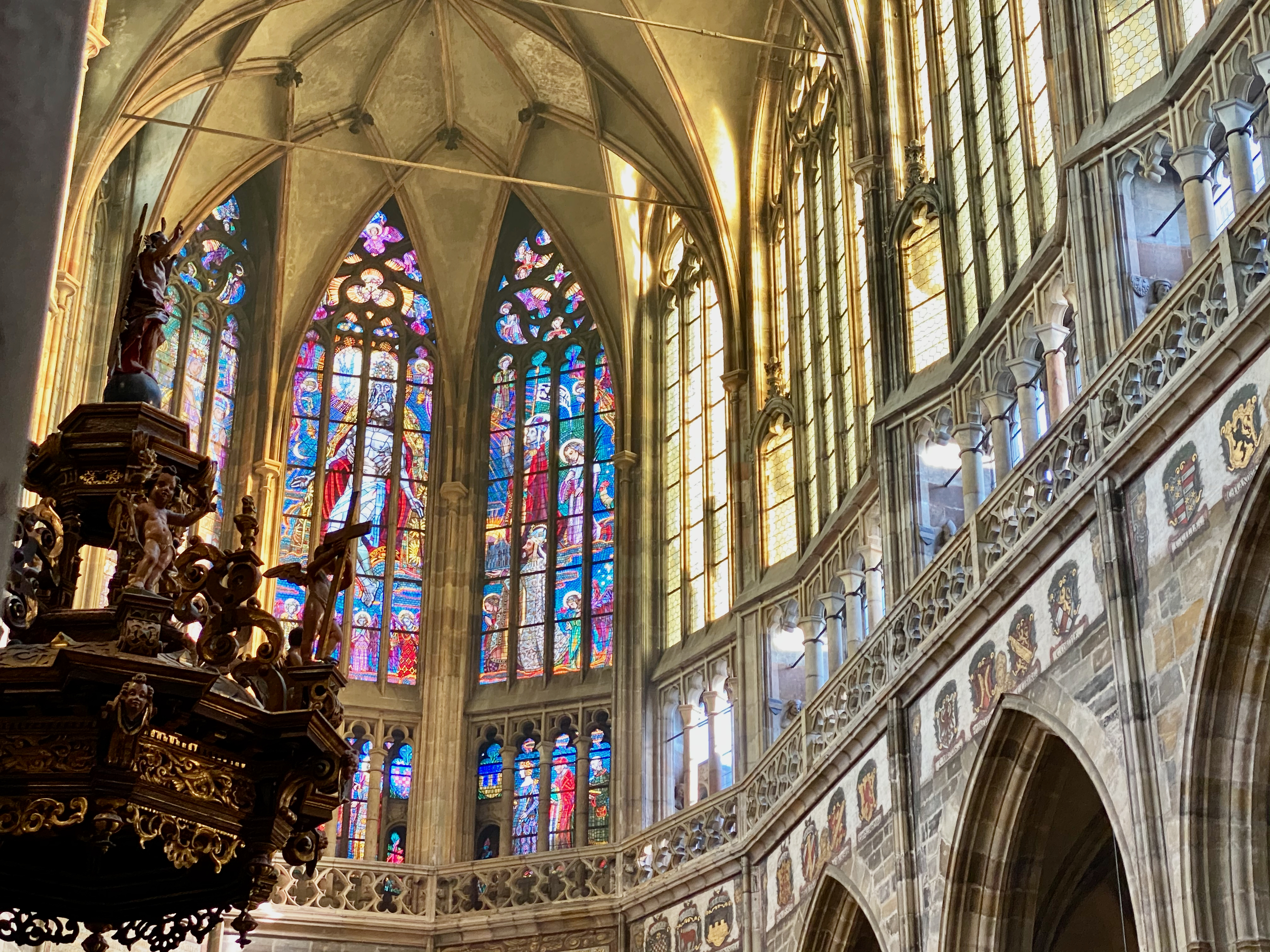
Vitralls

Els vitralls ja són de l'època de la Primera República Txecoslovaca, pel que, a part del seu significat religiós, contenen un important simbolisme de l'Estat Txecoslovac, llavors acabat d'independitzar-se de l'Imperi Austrohongarès. Després de buscar finançament a la burgesia txecoslovaca, es va recórrer als principals mestres cristallers de Bohèmia, que patiren una gran influència de Josef Cibulka. La majoria dels vitralls són obra de Frantisek Kysela, així com dels seus alumnes de l'Escola d'Arts Decoratives de Praga, entre els quals destaquen Cyril Bouda i Karel Svolinsky. Destaquen els vitralls del presbiteri i la de la Porta Daurada, que representa el Judici Final amb referències a la història de la República Txeca, ambdues obres de Max Svabinsky.